# アバチャ湾

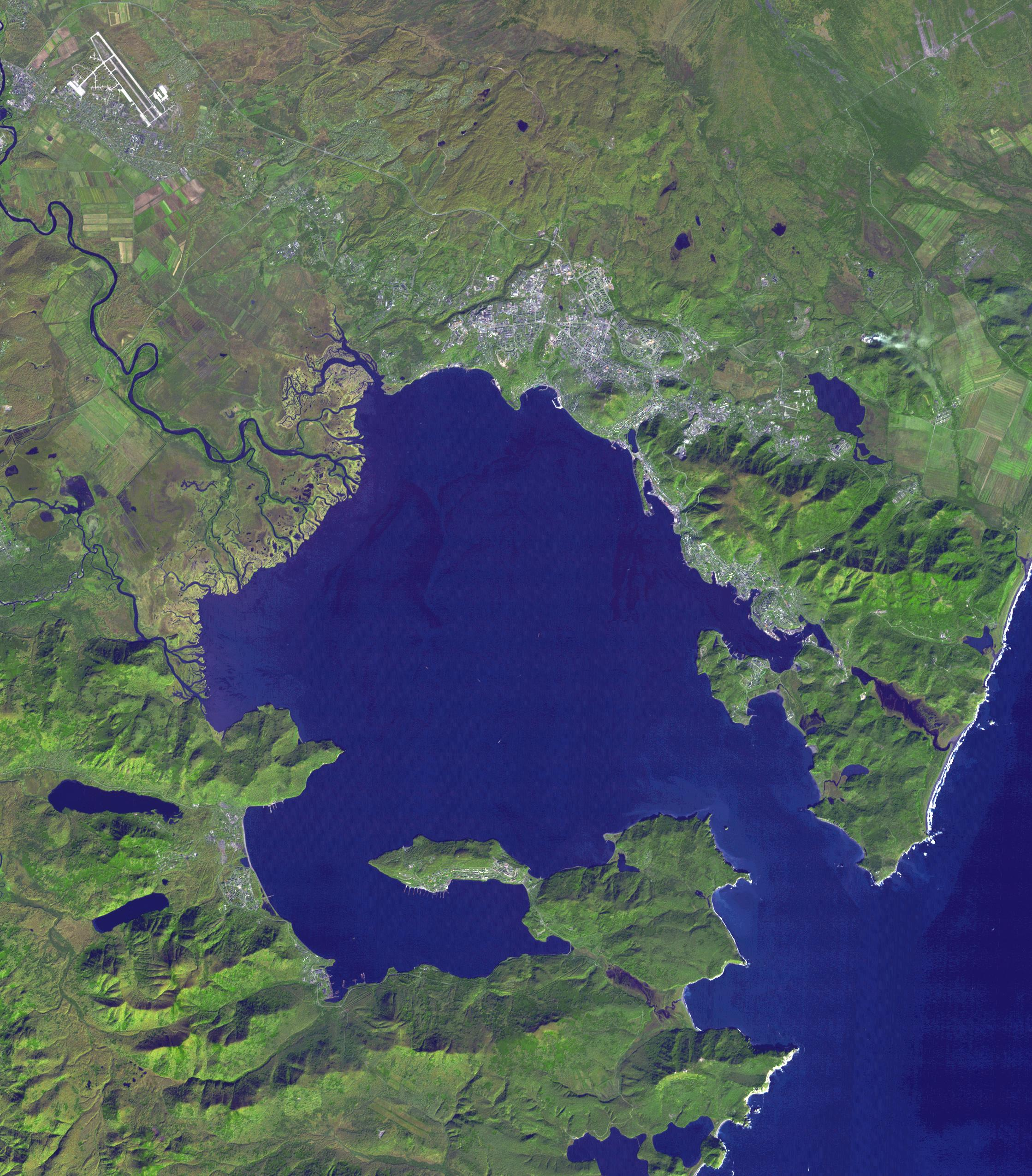
アバチャ湾の衛星画像
湾の北側にペトロパブロフスク・カムチャツキーの市街地がある。左上はエリゾヴォ空港

アバチャ湾（ロシア語: Авачинская губа、Avacha Bay）は、カムチャツカ半島の南東岸、半島の先端近くにある湾。おおむね円形に近い形をしており細い水路で太平洋と繋がっており、湾の大きさは24km、湾口の幅は3km、水深は最大で26m。
アバチャ川が湾内に流れ込んでいる。港湾都市ペトロパブロフスク・カムチャツキーは湾の東側に位置しており、反対側には軍港都市ヴィリュチンスクがある。成層火山のアヴァチンスカヤ山やコリャークスカヤ山が湾から遠望できる。

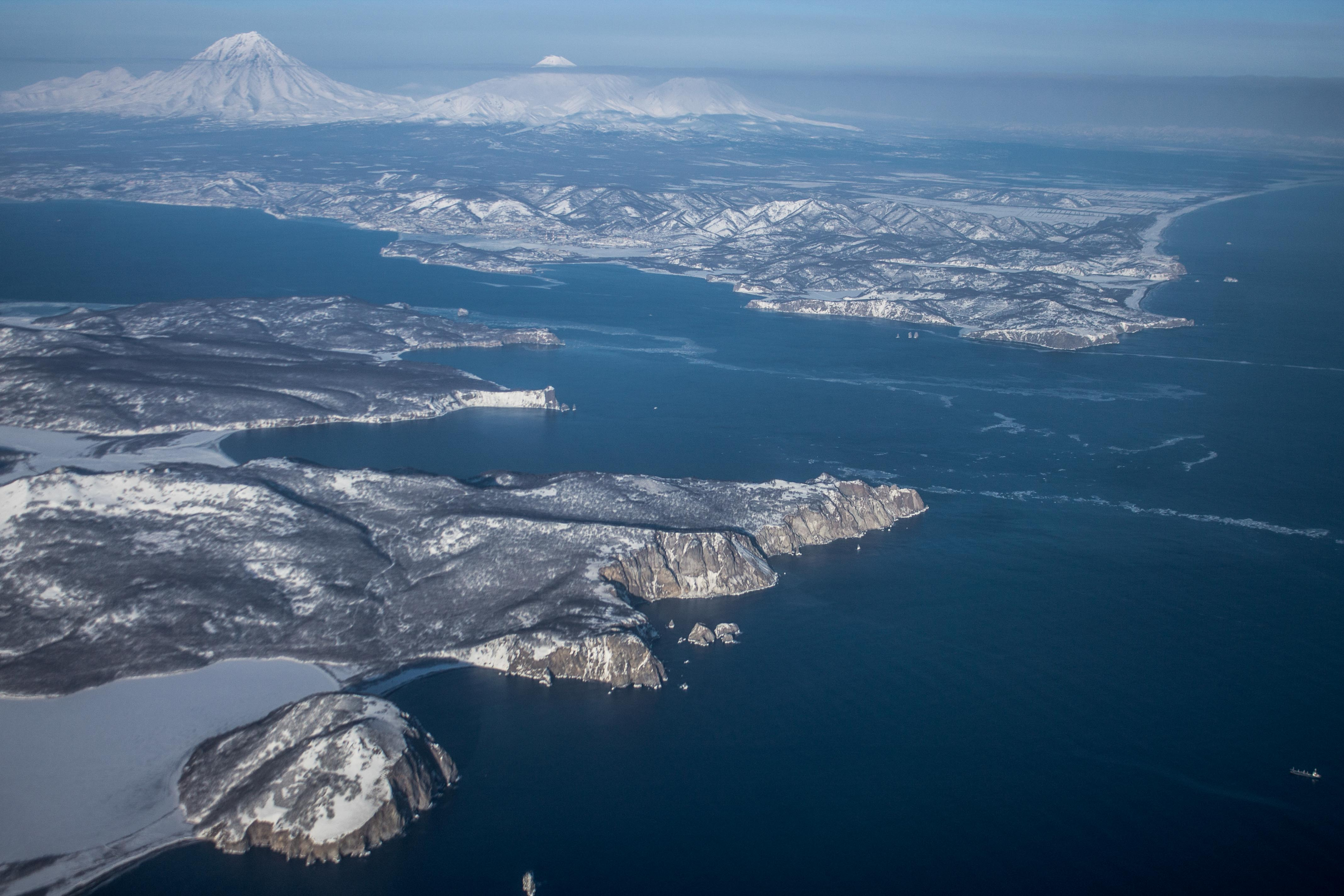
アバチャ湾の湾口とコリャークスカヤ山・アヴァチンスカヤ山
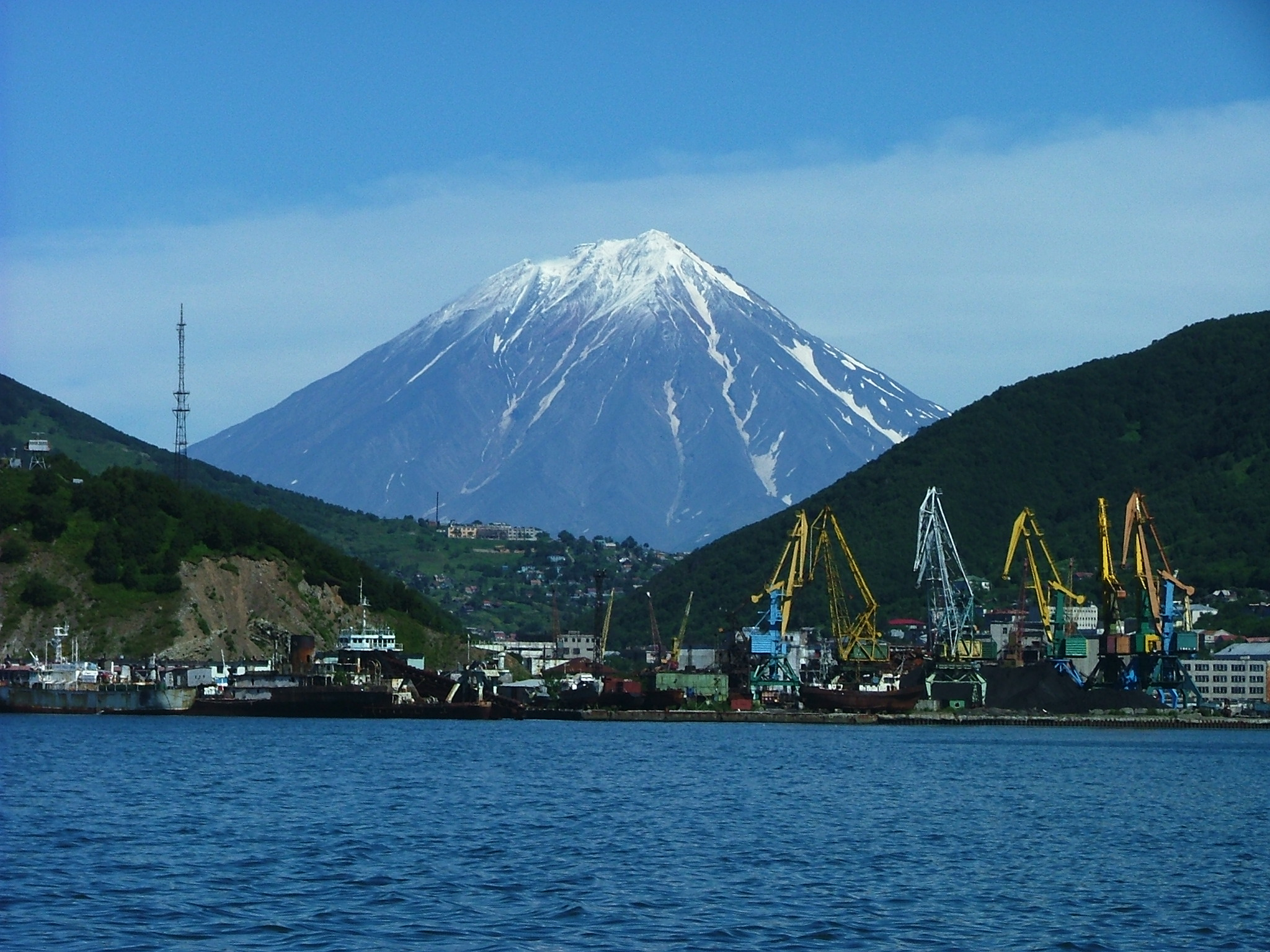
アバチャ湾から見たコリャークスカヤ山